# Torre di Magliano
La Torre di Magliano si trova in contrada Magliano ed è distante alcuni chilometri da Santa Croce di Magliano. La Torre si trova in cima ad una piccola altura ed è circondata da una fitta vegetazione che è visibile dalla strada provinciale 148 che collega Santa Croce di Magliano e Rotello. Le sue notizie storiche sono molto vaghe e si ritiene che la Torre di Magliano risale al XIII secolo per sorvegliare la zona circostante infestata da briganti.

## Gli scavi
Durante gli scavi di luglio 2007, diretti dal prof. Carlo Ebanista, docente di Archeologia Medievale all'Università degli Studi del Molise, sono emersi importanti reperti archeologici medioevali e a nord della Torre è emerso un muro lungo oltre 6 metri, e un'altra scoperta significativa è stata il ritrovamento di un altro muro a struttura circolare sul lato sud della Torre.
Nella seconda fase degli scavi (luglio 2008), il prof. Carlo Ebanista comunica al comune la possibilità di portare alla luce definitivamente il grande edificio signorile riemerso presso la Torre per studiare i reperti rinvenuti dagli scavi precedenti.
Nel terzo e ultimo anno consecutivo degli scavi (luglio 2009) della Torre Di Magliano si è cercato di capire l'importanza e di valorizzare il sito archeologico sotto la guida del prof. Carlo Ebanista.

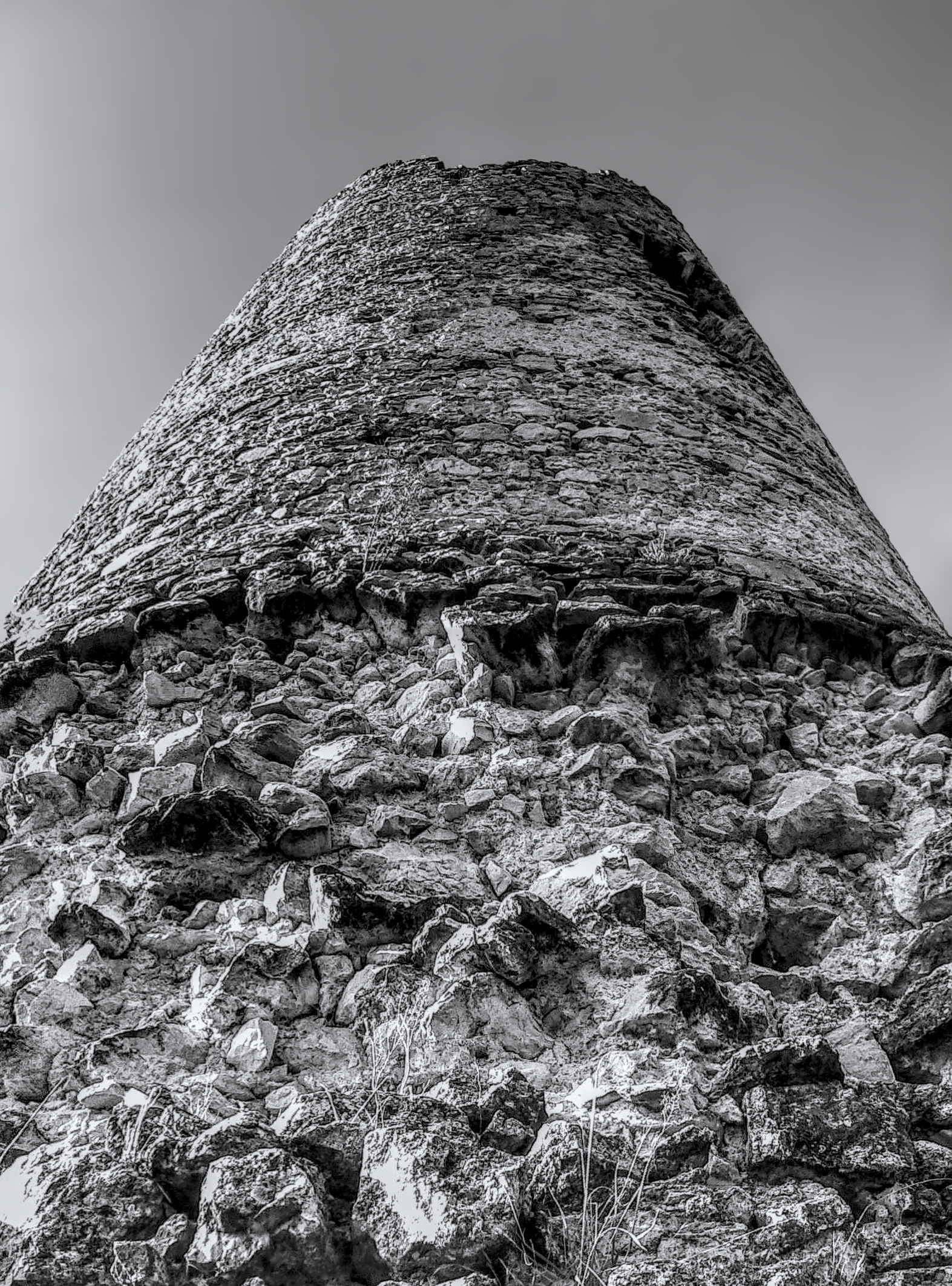
Torre di Magliano
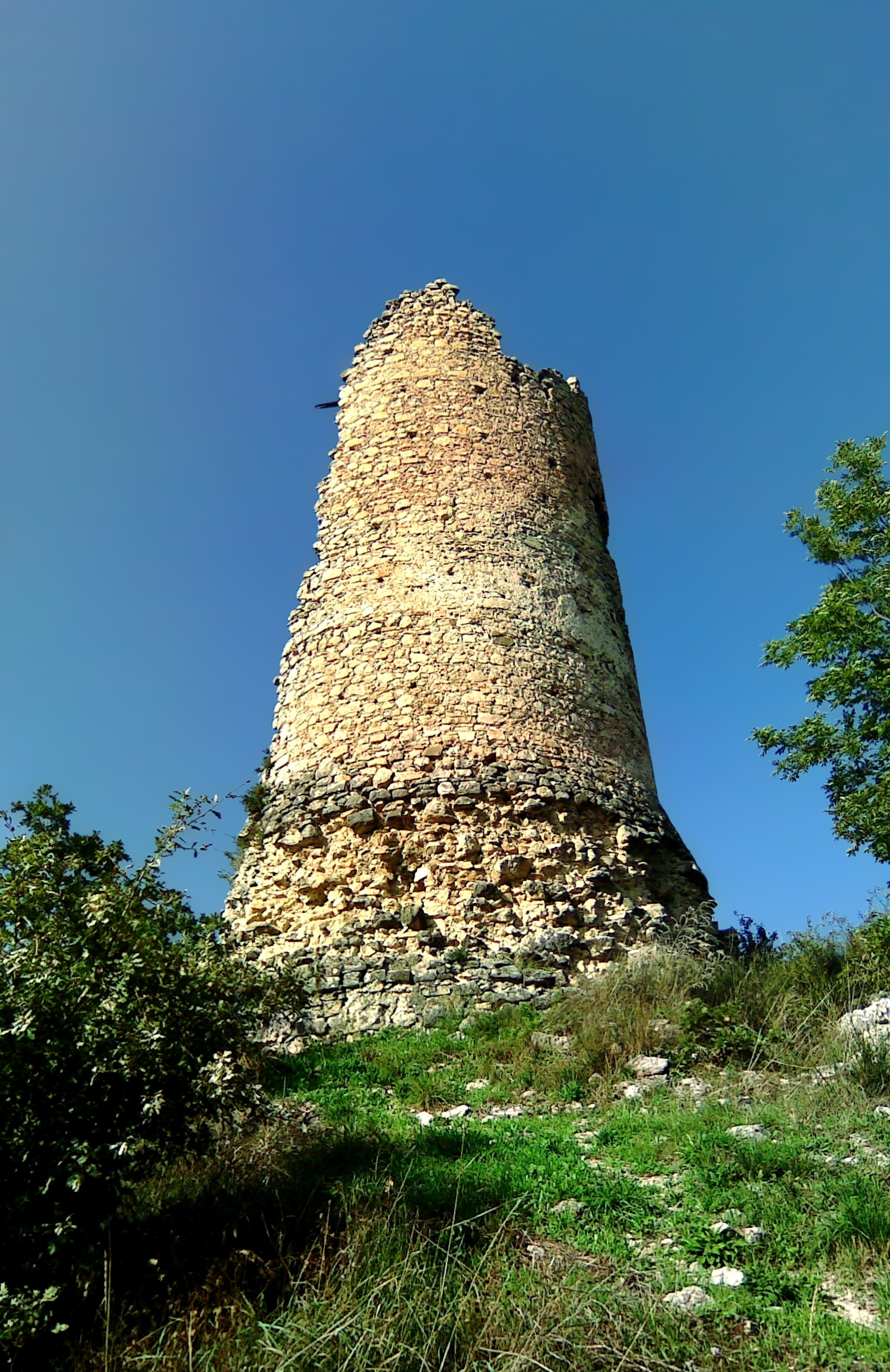
Torre di Magliano
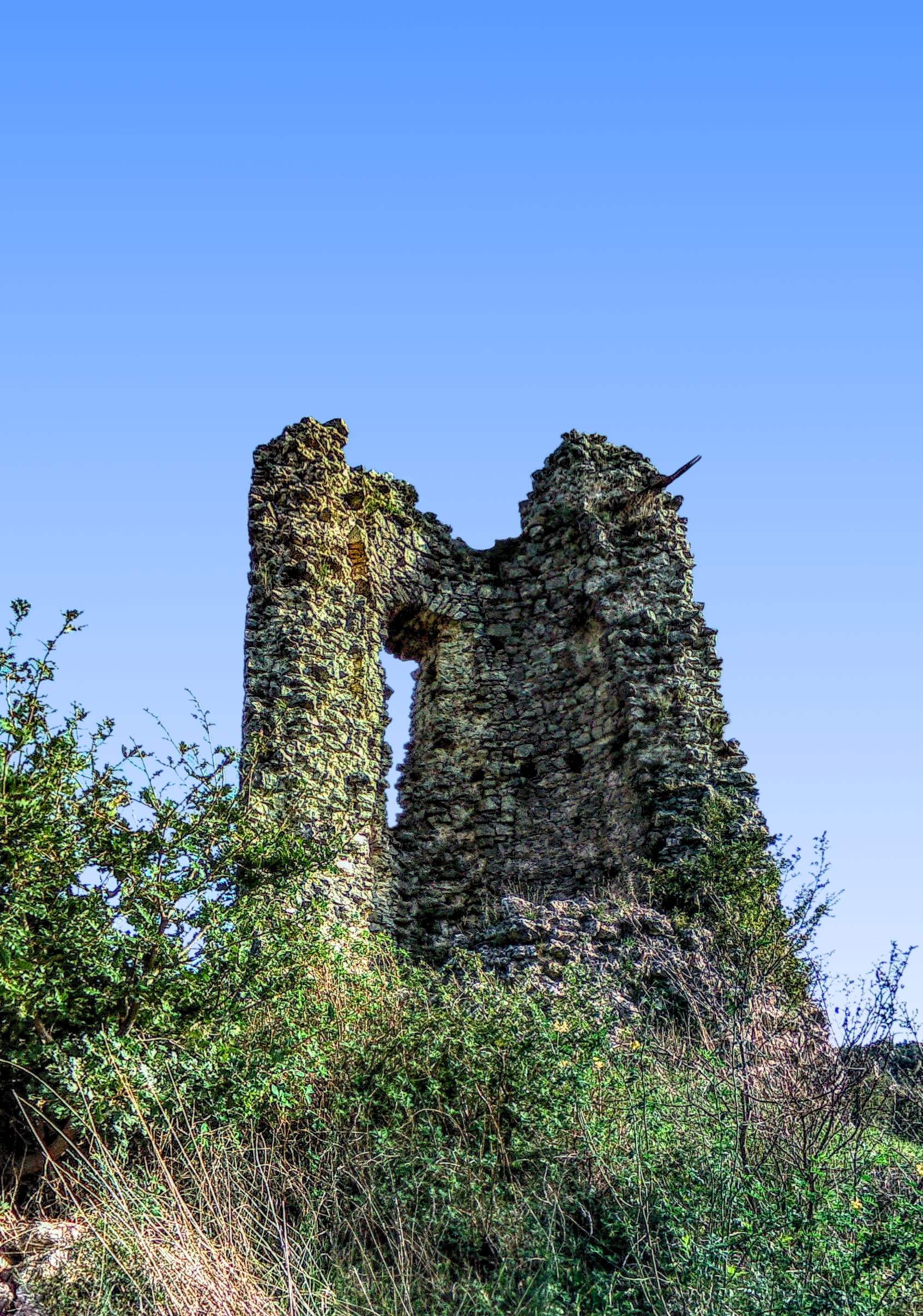
Torre di Magliano
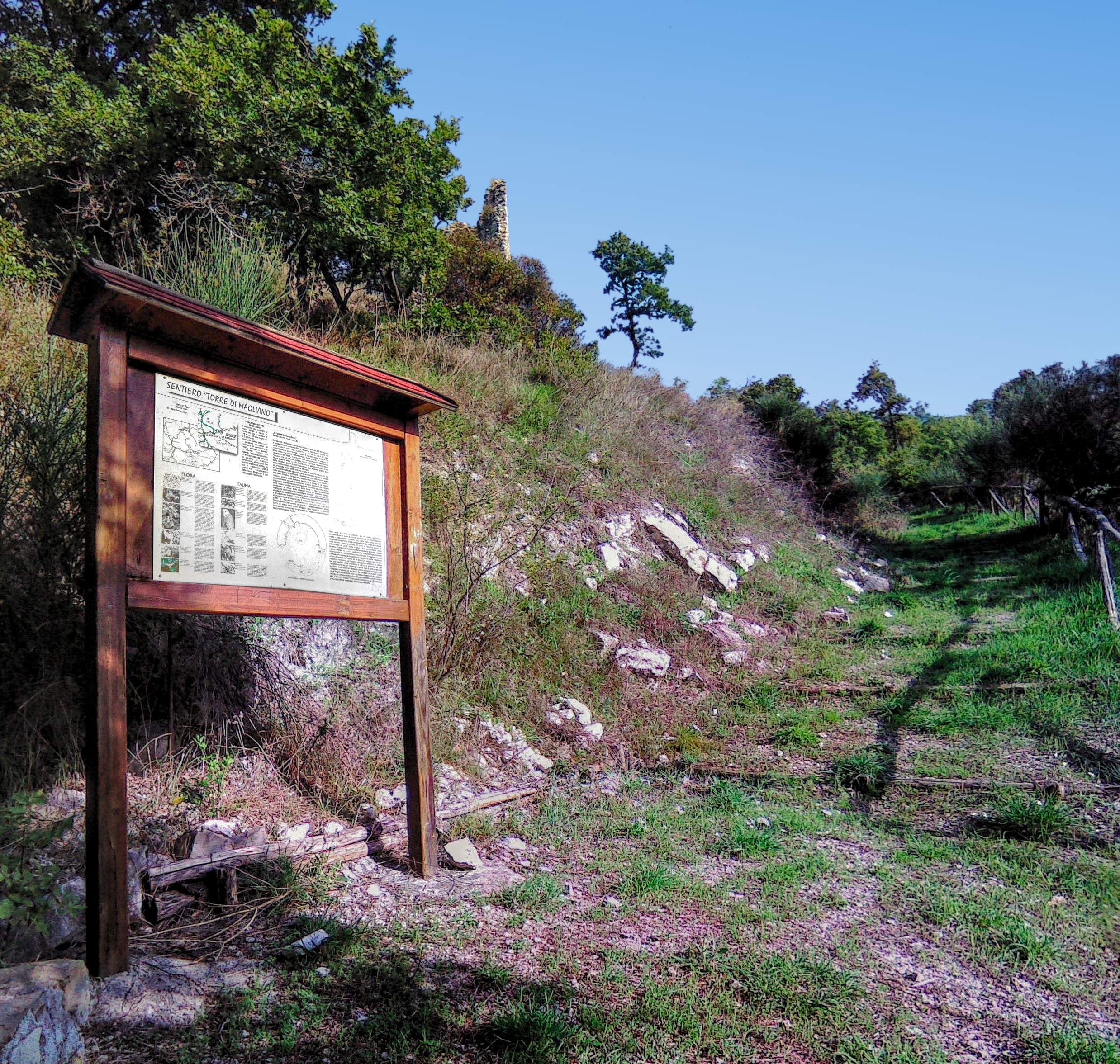
Il sentiero
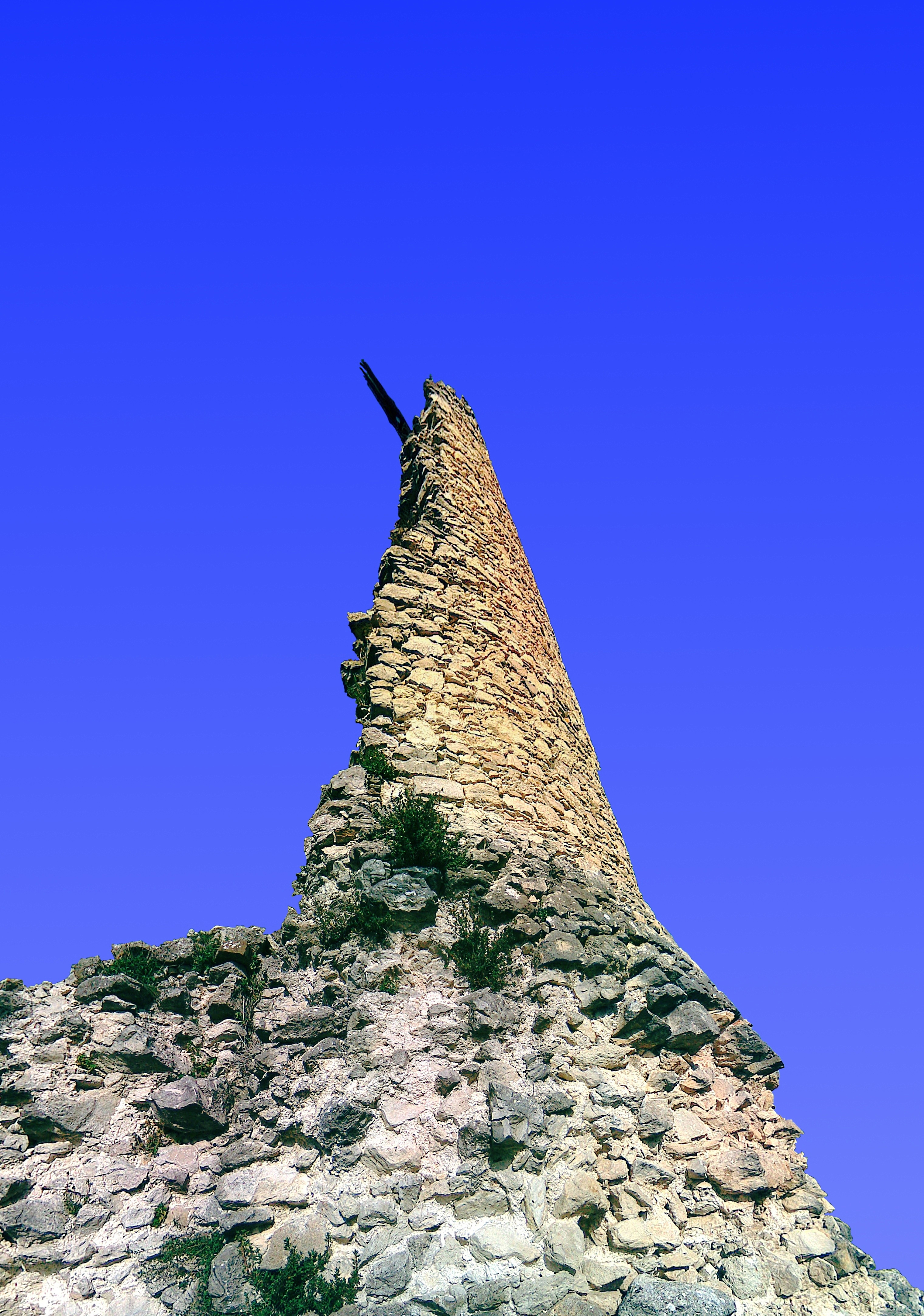
Vista di taglio